# Primnoisis sparsa
Primnoisis sparsa är en korallart som beskrevs av Wright och Studer 1889. Primnoisis sparsa ingår i släktet Primnoisis och familjen Isididae.
Artens utbredningsområde är Södra Ishavet. Inga underarter finns listade i Catalogue of Life.